# 건안성
건안성(建安城)은 중국 요령성 영구시 개주시에 위치한 고구려의 산성이다.
요하를 따라 축조된 성으로, 고구려-당 전쟁에서 당나라군의 공격을 막아내어 당나라군을 후퇴시켰다.